# Поджомарино
Поджомарино (італ. Poggiomarino) — муніципалітет в Італії, у регіоні Кампанія,  метрополійне місто Неаполь.
Поджомарино розташоване на відстані близько 220 км на південний схід від Рима, 26 км на схід від Неаполя.
Населення — 21 878 осіб (2014).
Щорічний фестиваль відбувається 13 червня. Покровитель — Sant'Antonio di Padova.

## Демографія
Населення за роками:

Станом на 1 січня 2023 року в муніципалітеті офіційно проживало 2685 іноземців з 31 країни, серед них 671 громадянин країн Євросоюзу та 282 громадяни України.

## Сусідні муніципалітети
- Боскореале
- Пальма-Кампанія
- Сан-Джузеппе-Везув'яно
- Скафаті
- Стріано
- Терциньйо